# Силоси у Инглису
Силоси у Инглису су дрвена складишта за житарице у селу Инглис, уз бившу Канадску пацифичку пругу у покрајини Манитоба, Канада. Ових пет „преријских дивова”, „преријских икона” „преријских катедрала или „преријских стражара” постали су визуелни симбол производње житарица у овом делу Канаде у првој половини 20. века.
Након што је у другој половини 20. века срушен највећи број сличних силоса широм Западне Канаде, силоси у Инглису су, на иницијативу групе ентузијаста, сачувани као последње грађевине ове врсте и намена из „златног доба жита”.

## Статус
Као једини сачувани архитектонски симболи канадске прерије, из једног од најважнијих периода у развоју индустрије житарица у Канади, од 1900 до 1930. године, силоси су јуна 1997.  проглашени за Националну и историјску знаменитост Канаде (енгл. National Historic Sites of Canada).

## Историја
Силоси за жито били су прва степеница у процесу трговања житарицама од произвођача до тржишта широм света. Први силоси били су наменски објекти необичног изгледа конструисани не само за смештај жита већ и за приступ железничким вагонима ради лакшег итсовара.
Пре изградње силоса фармери су, на почетку масовне трговине житарицама, жито паковали и транспортовали у врећама које су потом смештане на платформе дуж железничке пруге, са којих су их радници празнили у вагоне. Овај посао био је изузетно тежак и нефункционалан. Тако се временом јавила  потреба за много бољим и ефикаснијим начином складиштења и претовара жита . То је довело до изградње првих складишта житарица од стране пољопривредника и трговаца житарицама. Међутим железница је тражила већа, вертикална складишта из којих би применом гравитације за што краће време могла да се испразни већа количина житарица у вагоне. Тако су настали први силоси са шољама, лопатицама или лифтовима за пуњење силоса, који су грађени уз железничку пругу, од 1900. до 1930. године. Ово је био један од најважнијих периода у развоју канадске индустрије житарица, праћен непрестаним ширењем мреже силоса за чување и дистрибуцију житарица.
Међу многобројним силосима била је и група од пет силоса за жито у селу Инглис у руралној општини Рајдинг Маунтин Запад (енгл. Riding Mountain West), који су грађени од 1922. до 1941. године (када је подигнут последњи пети силос).

## Значај објекта
Заједно са другим помоћним објектима (бункерима, хангарима, зградама за складиштење, канцеларијама) и канадском пацифичкеом пругом, силоси у Инглису постали су добар пример подсећање на пољопривредну прошлост и типичан „пејзаж са силосима”, који је био широко распрострањен кандском преријом средином 20. века.
Овај комплек грађевина је тим значајнији јер су до данашњих дана остали нетакнути (очувани) и архитектонски и механички, и постали одличан приказ различитих типова силоса изграђених од стране компаније која је пословала са житом у првој половини 20. века. 
Зато се може рећи, да су са потпуним нестанком дрвених силоса широм Канадског Запада, ових последњих „пет преријских дивова” из Инглиса постали не само културно и технолошко добро нације већ и популарна туристичка дестинација, која је проглашевана за једну од десет највећих архитектонских „икона” Манитобе.